# 521
521 (DXXI) fue un año común comenzado en viernes del calendario juliano, en vigor en aquella fecha.
En el Imperio romano, el año fue nombrado como el del consulado de Sabacio y Valerio, o menos comúnmente, como el 1274 Ab urbe condita, adquiriendo su denominación como 521 al establecerse el anno Domini por el 525.

## Arte y literatura
- Construcción de San Vital en Rávena y San Lorenzo en Milán.[1]

## Fallecimientos
- Enodio de Pavía, obispo, hagiógrafo, Padre de la Iglesia y poeta galorromano.